# ويس موغان
ويس موغان (بالإنجليزية: Wes Maughan)‏ هو لاعب كرة قدم بريطاني في مركز جناح ‏، ولد في 17 فبراير 1939 في Sholing ‏ في المملكة المتحدة. لعب مع كامبريدج يونايتد ونادي تشيلمسفورد ونادي ريدنغ ونادي ساوثهامبتون ونادي مارغيت.